# Venecia (Chirico)
Venecia es una obra de Giorgio de Chirico pintada en óleo sobre lienzo de 1953.
Autor de obras como El enigma de la hora (1912), Cántico de amor (1914), Plaza metafísica italiana (1921), entre otras, realizó una búsqueda de nuevos horizontes que le permitieron plasmar su vanguardismo. El destino creativo para De Chirico fue Italia, su período formativo lo realizó en Grecia y Alemania, llegado a Milán en 1909. Hacia 1911 durante su estancia en Turín aumentó su interés por plasmar pinturas urbanas.
El aprendizaje que adquirió en Italia lo llevó a inmortalizar sus paisajes metafísicos con la inclusión de aspectos formales: arquitectura, esculturas y diferentes entornos que expresan una sensación de soledad y atmósfera melancólica considerados los mayores antecedentes del movimiento surrealista.
Venecia conquisto a De Chirico y la representación más emblemática de lo metafísico como tendencia de vanguardia en Venecia y Puente de Rialto.

## Descripción de la obra
En esta veduta retrata de la ciudad de Venecia, probablemente desde el Canal Della Giudecca, la laguna que se extiende frente al Palacio Ducal, al campanario de la Basílica y a una parte de la Plaza de San Marcos. La perspectiva que uso el pintor griego también ofrece una vista parcial de la Basílica de San Marcos, por lo que capturó algunos de los edificios y espacios de mayor importancia de la antes conocida Perla del Adriático, pues esta plaza compone el centro de la ciudad italiana.
En un primer plano se pueden observar una serie de góndolas transitando por la laguna, así como algunas ancladas a las orillas de la Plaza, uno de los principales enclaves de Venecia. Chirico puso un énfasis en el detalle arquitectónico, conocimiento que adquirió tras una observación constante de las vistas urbanas.
Como una forma de asentuar su trabajo, se pintó un cielo despejado con algunos visos en tonos ocres y naranjas, los cuales ayudan a equilibrar la composición de la obra al hacer un juego con los tonos del conjunto arquitectónico.